# Soběslav Pinkas
Soběslav Pinkas, původním jménem Hippolyt Karel Maria František Pinkas (7. října 1827 Praha-Malá Strana – 30. prosince 1901 Praha-Malá Strana), byl český malíř, karikaturista a veřejný činitel.

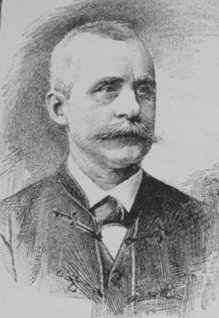
Soběslav Hipolyt Pinkas, novinová kresba

## Život
Soběslav Hippolyt Pinkas se narodil 7. října 1827 v Praze na Kampě jako nejstarší ze čtyř dětí advokáta a politika Adolfa Pinkase (1800–1865) a jeho manželky Karolíny, rozené von Schauroth (1804–1885). Po babičce z otcovy strany měl francouzské předky.
Po studiích na gymnáziu údajně začal studovat práva na právnické fakultě Karlo-Ferdinandovy univerzity v Praze. V době studií si ke jménu Hippolyt přidal české Soběslav. Jeho pobyt s otcem poslancem Kroměřížského sněmu v letech 1848–49 je v Kroměříži připomínán pamětní deskou.
Od roku 1849 studoval malířství na pražské malířské akademii v ateliéru Christiana Rubena, odkud po dvou letech na radu Josefa Mánesa odjel studovat na Akademii do Mnichova. Později odjel studovat do Francie. V Paříži se 13. října 1859 oženil s Francouzkou Adrienou Denoncinovou (* 5. února 1835 v Ludes v department Marne), s níž se na deset let usadil ve Vaux de Cernay (department Seine-et-Oise), kde se jim narodily dvě děti: Ladislav (* 11. září 1863) a Jiřina (* 5. března 1867).
V roce 1865 se na čas vrátil do Čech, neboť 28. září zemřel jeho otec. Podnikal výlety do okolí Prahy a objevil pro sebe Sázavsko. Natrvalo se do Čech vrátil i s rodinou roku 1869. Žil v Praze na Novém Městě, krátce před smrtí se přestěhoval do rodného domu na Malou Stranu.
Na Vyšší dívčí škole přijal ve školním roce 1869–1870 místo profesora kreslení, kterým zůstal 25 let. V 80. letech si dal postavit chalupu v Sázavě a tam v Černých Budech č. 41 zemřela 5. srpna 1882 jeho manželka Adriena. V této chalupě se 19. června 1905 narodil jeho vnuk Jiří Voskovec.
Dne 30. prosince 1901 zemřel v Praze v domě čp. 515/III na Kampě. Pochován byl na hřbitově v Sázavě vedle své manželky Adrieny.

## Galerie

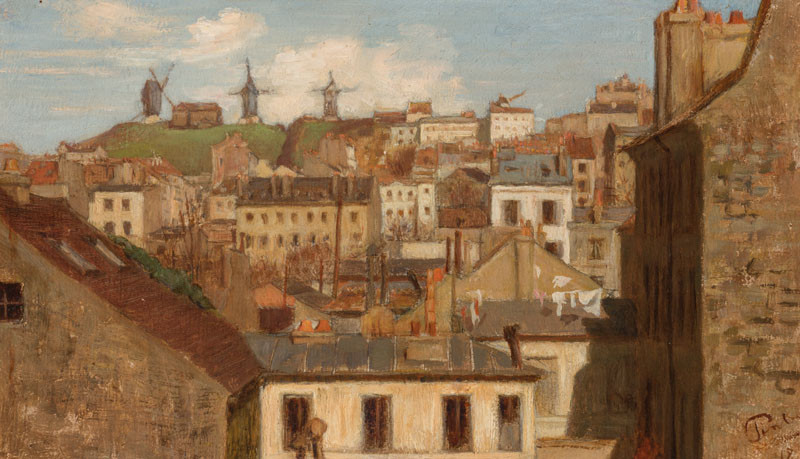
Soběslav Pinkas Pohled na Montmartre (1856)
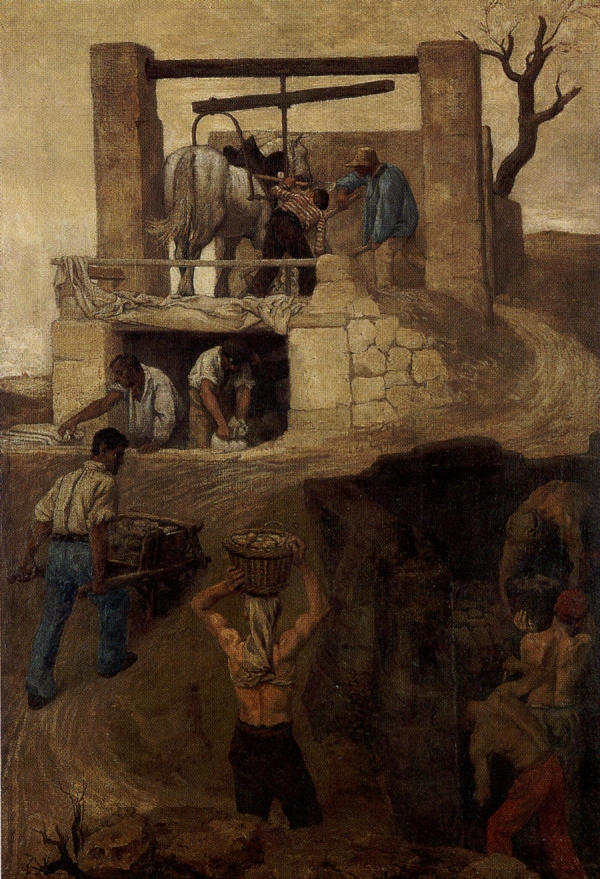
Soběslav Pinkas  Dělníci na Montmartru (1858)
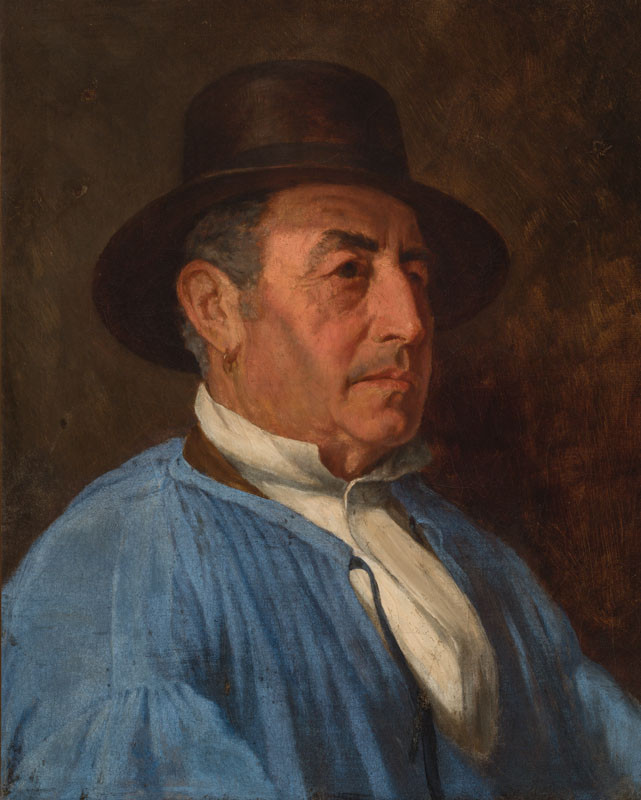
Soběslav Pinkas Jean Babt Beau (1860)
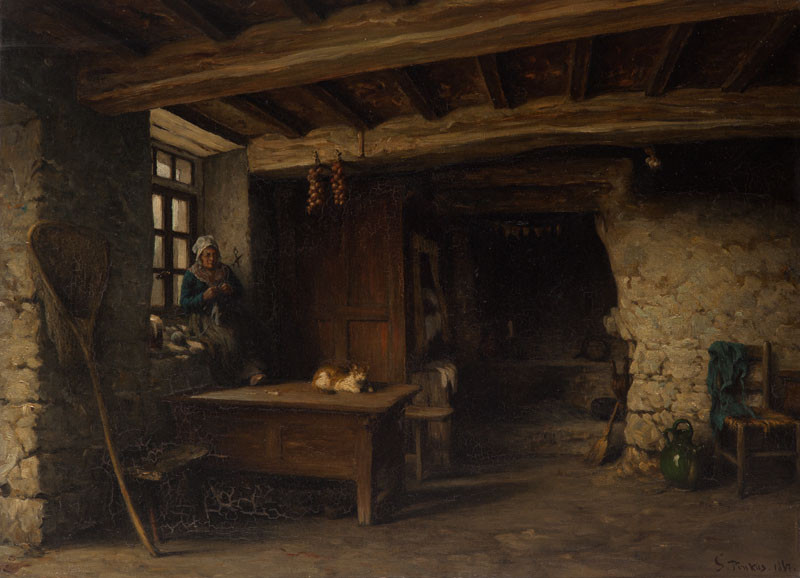
Soběslav Pinkas Chalupa rybáře
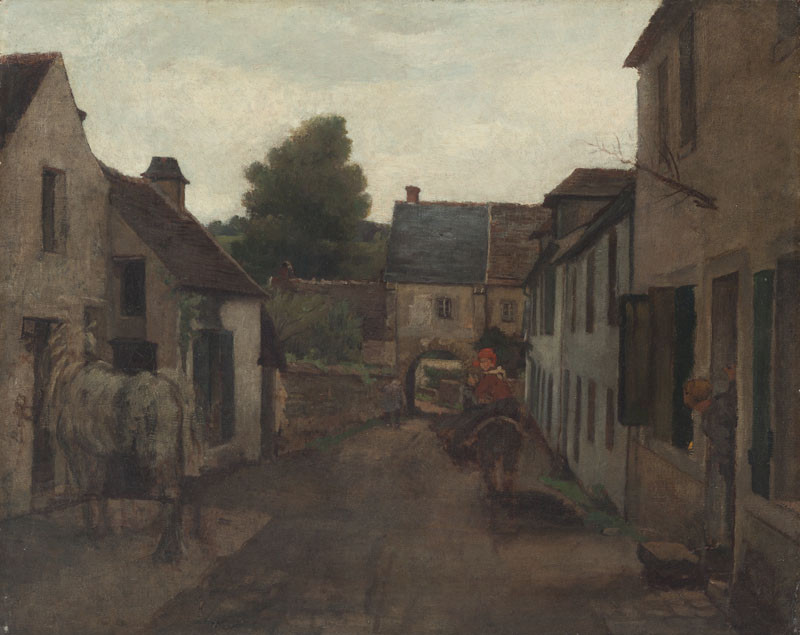
Soběslav Pinkas Vaux-de-Cernay (1861)
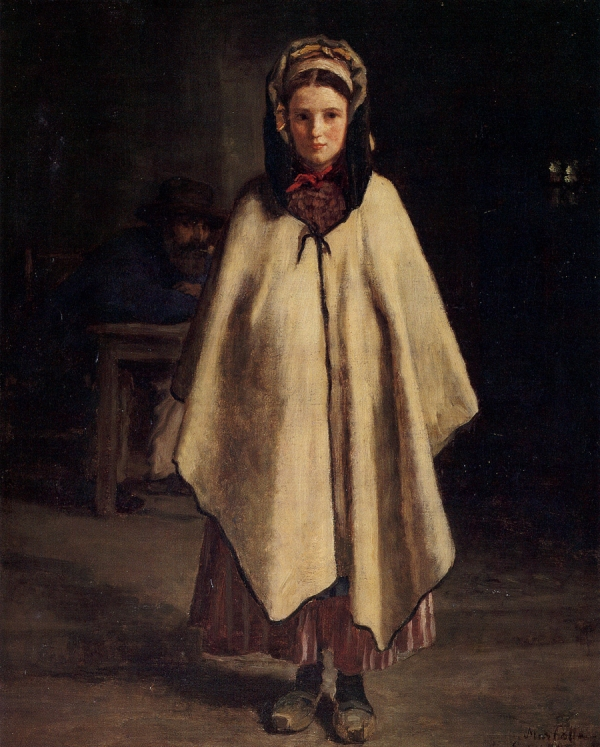
Soběslav Pinkas Pasačka z Marlotte (1864)
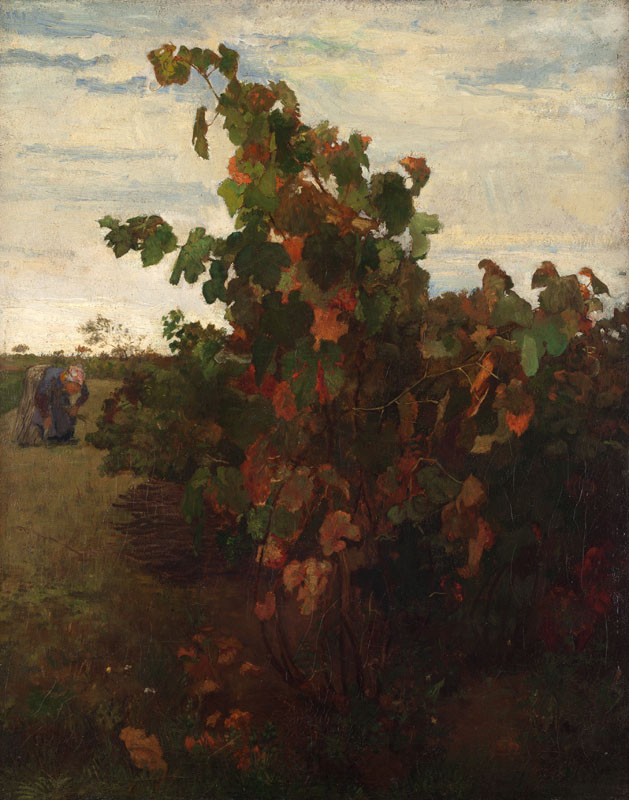
Soběslav Pinkas Vinný keř (1865)
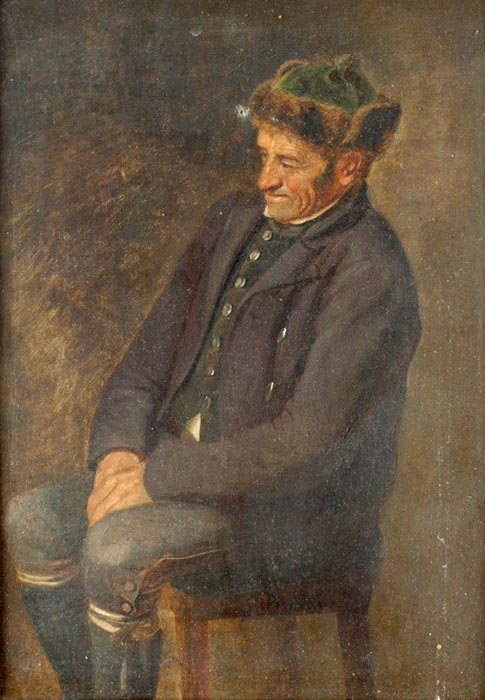
Soběslav Pinkas Portrét starého muže
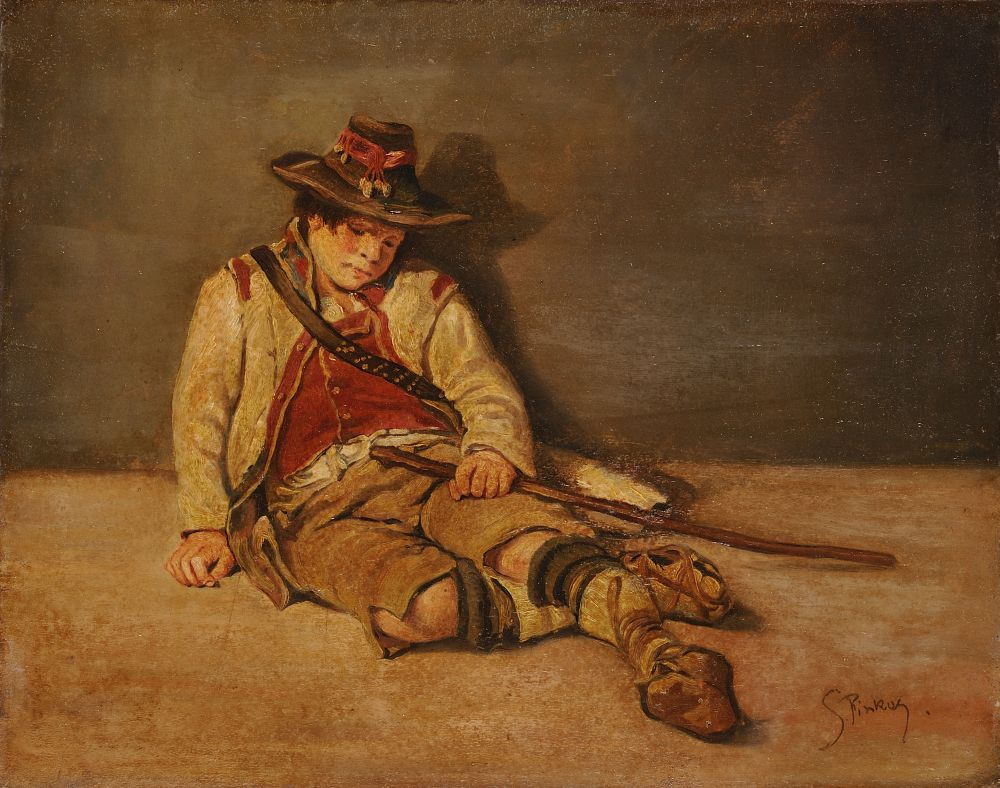
Soběslav Pinkas Odpočívající pasáček